# Ponto Chique do Martelo
Ponto Chique do Martelo é um distrito do município brasileiro de Barbacena, no interior do estado de Minas Gerais. Segundo o censo demográfico de 2022, realizado pelo Instituto Brasileiro de Geografia e Estatística (IBGE), sua população era de 469 habitantes e havia 162 domicílios particulares permanentes ocupados. Possui área de 98,59 km² conforme a Fundação João Pinheiro (FJP). Foi criado pela lei municipal nº 3.365 nº 863 de 8 de novembro de 1996.
De acordo com o IBGE, em 2010 a população era de 477 habitantes e havia 186 domicílios particulares.